# Дибдин, Чарльз (1768—1833)
Ча́рльз Исаа́к Му́нго Ди́бдин (англ. Charles Isaac Mungo Dibdin; 17 октября 1768 — 15 января 1833) или Чарльз Питт или Чарльз Дибдин-младший, как он был профессионально известен, был английским драматургом, композитором, писателем и владельцем театра. Более всего он был известен как владелец театра Сэдлерс-Уэллс и как автор пантомим и сатирических фарсов, которые были поставлены во многих театрах по всему Лондону. Он нанял Джозефа Гримальди в Сэдлерс-Уэллс, который играл во многих его самых знаменитых пантомимах. Он был сыном Чарльза Дибдина, братом Томаса Джона Дибдина и крестником Дэвида Гаррика.

## Биография

### Молодость и начало карьеры
Дибдин родился в Рассел-Корт, Ковент-Гарден, Лондон, как незаконнорожденный сын композитора Чарльза Дибдина и актрисы Харриетт Питт. Дибдин был назван в честь друга своего отца, либреттиста Исаака Бикерстаффа, и персонажа Мунго в его дивертисменте под названием «Замо́к». Дибдин дебютировал в театре вместе со своим младшим братом Томасом Джоном Дибдином (р. 1771) в пьесе своего крестного отца Дэвида Гаррика «Юбилей» в 1775 году. Вскоре после этого спектакля его родители разошлись, и Дибдин сменил свою фамилию на девичью своей матери имя, Питт.
Мать Дибдина была изначально против театральной карьеры своего сына и поэтому организовала для него обучение у его дяди Сесила Питта, производителя мебели, который работал в центральном Лондоне. Дибдин начал свое школьное обучение в Хакни, затем переехал в графство Дарем, где в возрасте девяти лет он поступил в школу-интернат в Барнард-Касл, пробыв там до 14 лет, ни разу не уезжая на каникулы. В 14 лет Дибдин вернулся в Лондон и начал обучение на работника ломбарда, которое продолжалось в течение нескольких лет. Стремясь реализовать свои литературные амбиции, Дибдин опубликовал в 1792 году сборник стихов «Поэтические попытки молодого человека», и вместе со своим братом Томасом написал рождественскую пантомиму «Талисман; или Арлекин, нашедший счастье» в 1796 году.
В 1797 году он возобновил свою актерскую карьеру в театре «Ройялти» в Лондоне в спектакле одного актёра под названием «Без шести су», и стал профессионально известен как Чарльз Дибдин младший. 13 июня того же года он женился на актрисе Мэри Бейтс в церкви Святого Георгия на Ганновер-сквер; у них было одиннадцать детей. Среди них были Мэри Энн (1799—1886), арфистка, которая стала второй женой полемиста Льюиса Ипполита Джозефа Тонна, и Роберт Уильям (1805—1887), священнослужитель и отец сэра Льюиса Тонна Дибдина. Вскоре после женитьбы Дибдин продал пантомиму, основанную на романе «Дон Кихот», Филипу Астлею, который затем заключил с Дибдином трехлетний контракт писателя в амфитеатре Астлея. Астлей имел репутацию сурового, внушающего страх руководителя, и настаивал на том, чтобы его актеры голодали до окончания спектакля, используя еду в качестве награды за хорошие выступления. Астлей приказал Дибдину писать двенадцать бурлетт (фарсов), двенадцать пантомим и двенадцать арлекинад в год. В 1799 году менеджер театра Сэдлерс-Уэллс Ричард Хьюз предложил Дибдину контракт для написания пантомим и арлекинад для сезона следующего года, включая «Арлекин Бенедик; или Призрак матушки Шиптон» и «Великий дьявол» с Джозефом Гримальди в главной роли.

### Годы расцвета
Дибдин и его жена провели тур с труппой Астлея, посетив Дублин и Ливерпуль, а также выступили в Лондоне. Именно в этот период Дибдин оттачивает своё писательское мастерство, написав множество песен, прологов, эпилогов и одноактных музыкальных пьес. В 1799 году Дибдин покинул Астлея и начал искать другую работу после увольнения его жены за шитье во время репетиций. Той осенью чета Дибдинов присоединились к гастролирующей труппе, управляемой Уильямом Дэвисом, и посетили такие города, как Ливерпуль, Бристоль и Манчестер.

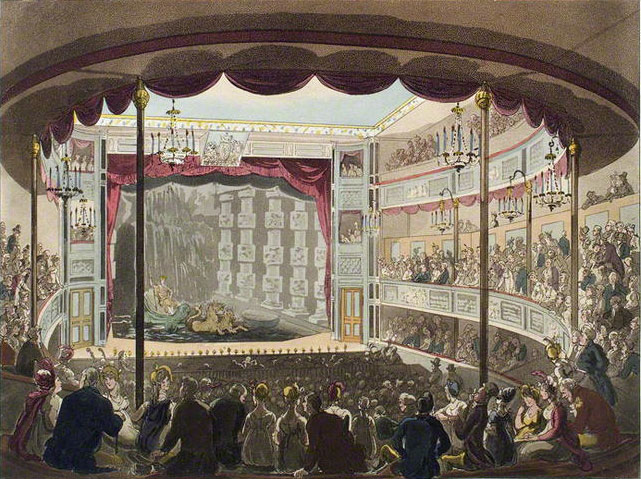
Театр Сэдлерс-Уэллс в 1809 году

В 1800 году Дибдин занял пост управляющего в театре Сэдлерс-Уэллс в Лондоне. Балет-пантомима «Филиал любви, или Двойной брак» стала одной из первых пьес, поставленных под его руководством. Он нанял группу известных исполнителей, в том числе Эдмунда Кина и Джозефа Гримальди, а также много певцов, канатоходцев и боксеров. В течение многих сезонов он ставил сочиненные им произведения, рассчитанные на разные вкусы. Эти спектакли улучшили финансовое положение театра Сэдлерс-Уэллс, и к 1802 году он, его брат Томас и синдикат богатых бизнесменов, в том числе художник-сценарист Роберт Эндрюс и композитор Уильям Рив, стали акционерами театра. В 1803—4 гг. Дибдин установил большой водяной бассейн и рекламировал его как водный театр, в котором демонстрировались спектакли на воде.
15 октября 1807 года восемнадцать человек погибли в давке, возникшей во время ложной пожарной тревоги. Хотя театр пережил эту трагедию, наполеоновские войны 1803—1815 годов сильно уменьшили общественный спрос на развлечения Дибдина, и его финансовое состояние ухудшалось, пока в 1819 году он не был объявлен банкротом и заключен в тюрьму должников. Он был освобожден через два года после продажи его Сэдлерс-Уэллс. Он продолжил писать, создав много песен и пантомим для различных лондонских театров. В 1822—23 гг. занимал роль режиссера в Королевском амфитеатре, а в 1825—26 гг. работал менеджером театра Суррея.

### Поздние годы
В 1819 году Дибдин опубликовал ряд стихотворений, в том числе «Молодой Артур, или Загадочное дитя: метрический роман». Он закончил «Историю лондонских театров», которая была опубликована в 1826 году и получила широкое признание. Его последним театральным сочинением был фарс «Ничего лишнего», созданный в Кингстон-апон-Халле в 1829 году. В следующем году он завершил свои мемуары, но они не были опубликованы, пока не были обнаружены в 1956 году.
Он умер в 1833 году в возрасте 63 лет и был похоронен в часовне Святого Иакова в Пентонвиле. В 2010 году во время реконструкции парка была установлена музыкальная инсталляция, посвященная Дибдину. Автор Эндрю Макконнелл Стотт отметил, что «[Дибдин] был веселым, неутомимым и часто преуспевающим человеком с любовью к патриотическим балладам и весёлым обедам».